# Yasuke (série télévisée d'animation)
Pour les articles homonymes, voir Yasuke (homonymie).
Yasuke est une série d'animation ONA de six épisodes créée par LeSean Thomas (en) et basée sur le personnage historique du même nom, un guerrier d'origine africaine ayant servi le daimyo Oda Nobunaga durant l'époque Sengoku et le conflit samouraï du XVIe siècle au Japon. La série est produite par le studio japonais MAPPA et sort le 29 avril 2021 sur Netflix.
Une adaptation en manga de Satoshi Okunishi est prépubliée dans le Monthly Big Comic Spirits entre juillet 2021 et juillet 2022 et publiée par Shōgakukan en un total de deux volumes reliés.

## Synopsis
L’histoire se déroule dans un japon féodal techno-futuriste dévasté par la guerre. Yasuke  ancien samouraï devenu batelier, va devoir repartir au combat afin de protéger une enfant aux pouvoirs insoupçonnés des mains de seigneurs de guerre et de puissances obscures .

## Personnages
Yasuke (弥助)
- Voix japonaise : Jun Soejima[4], voix française : Daniel Njo Lobé

Oda Nobunaga
- Voix japonaise : Takehiro Hira, voix française : Boris Rehlinger

Saki
- Voix japonaise : Kiko Tamura, voix française : Maryne Bertieaux

Natsumaru
- Voix japonaise : Fusako Urabe

Ichika
- Voix japonaise : Rie Tanaka, voix française : Laëtitia Godès

Morisuke
- Voix japonaise : Yu Kamio, voix française : Xavier Fagnon

Ishikawa
- Voix japonaise : Eri Kitamura

Abraham
- Voix japonaise : Shigeru Ushiyama (en), voix française : Jean-Pierre Leroux

Haruto
- Voix japonaise : Shunsuke Kubozuka

Nikita
- Voix japonaise : Hiroki Nanami (en)

Achoja
- Voix japonaise : Kenji Kitamura

Yami no Daimyо̄
- Voix japonaise : Yoshiko Sakakibara, voix française : Natacha Gerritsen

## Médias

### Série d'animation
Après le succès de la série d'animation Cannon Busters (en) produite par les studios Satelight et Yumeta Company, le créateur LeSean Thomas (en) est approché par Netflix pour créer de nouveaux programmes pour la plateforme. Thomas propose trois idées à Netflix, dont celle d'adapter l'histoire du personnage historique Yasuke, considéré comme le premier samouraï africain de l'histoire du Japon.
Netflix valide le projet avec Thomas en tant que show runner. Au lieu d'un anime historique traditionnel, l'histoire de Yasuke est développée comme une réinterprétation du Japon féodal prenant place dans un monde de science-fiction et de fantasy avec l'intervention d'éléments magiques ou appartenant au genre mecha. Thomas se sentait limité par l'idée de faire un biopic classique et souhaitait réaliser une série avec des éléments de fantasy et de romantisme tel que cela avait été fait avec d'autres figures historiques japonaises de l'époque Sengoku.
À l'origine annoncée en novembre 2018, la série d'animation de 6 épisodes est produite par le studio japonais MAPPA avec LeSean Thomas, l'acteur Lakeith Stanfield et le musicien Flying Lotus en tant que producteurs exécutifs, ces deux derniers contribuant à l'ajout d'éléments de scénario et de développement des personnages,.
Takeshi Sato est le réalisateur d'épisodes en chef de la série avec Satoshi Iwataki en tant qu'animateur en chef, Junichi Higashi en tant que directeur artistique, Yuki Nomoto en tant que directrice de l'animation 3D et Hyo-Gyu Park en tant que directeur de la photographie. Le character designer de la série est Takeshi Koike avec Kenichi Shima comme concepteur de personnages secondaires.
En plus de son rôle en tant que directeur exécutif, Flying Lotus compose la bande originale de la série. Au lieu d'opter pour une approche complètement axée hip-hop ou jazz à l'image de Samurai Champloo et Cowboy Bebop, Flying Lotus choisit de faire évoluer la composition de manière organique afin de refléter l'évolution du personnage principal au cours de la série.
La série sort le 29 avril 2021 sur Netflix.

#### Liste des épisodes
| No | Titre de l’épisode en français | Titre original                          | Date de 1re diffusion |
| -- | ------------------------------ | --------------------------------------- | --------------------- |
| 1  | Rōnin                          | 浪人 Rōnin                              | 29 avril 2021         |
| 2  | L'ancienne manière             | 古より続く道 Inishie Yori Tsuzuku Michi | 29 avril 2021         |
| 3  | Péchés mortels                 | 大罪 Taizai                             | 29 avril 2021         |
| 4  | Un long chemin                 | 果てなき道 Hatenaki Michi               | 29 avril 2021         |
| 5  | Sang et douleur                | 痛みと血 Itami to Chi                   | 29 avril 2021         |
| 6  | Équilibre                      | 調和 Chōwa                              | 29 avril 2021         |

### Manga
Une adaptation en manga de Satoshi Okunishi est prépubliée dans le magazine seinen Monthly Big Comic Spirits entre le 27 juillet 2021, et le 27 juin 2022. Un chapitre additionnel paraît le 27 juillet 2022. La série est publiée par Shōgakukan au format tankōbon avec deux volumes respectivement sortis le 29 juillet 2022 et le 30 septembre 2022,.

## Bande originale
La bande originale de la série, composée par Flying Lotus, sort le 30 avril 2021 sous le label Warp Records, comprenant des featurings avec Thundercat, Denzel Curry et Niki Randa.
| Liste des pistes | Liste des pistes                                       | Liste des pistes | Liste des pistes | Liste des pistes | Liste des pistes | Liste des pistes | Liste des pistes | Liste des pistes | Liste des pistes |
| No               | Titre                                                  | Durée            |                  |                  |                  |                  |                  |                  |                  |
| ---------------- | ------------------------------------------------------ | ---------------- | ---------------- | ---------------- | ---------------- | ---------------- | ---------------- | ---------------- | ---------------- |
| 1.               | War at the Door                                        | 2:07             |                  |                  |                  |                  |                  |                  |                  |
| 2.               | Black Gold (featuring Thundercat)                      | 1:37             |                  |                  |                  |                  |                  |                  |                  |
| 3.               | Your Lord                                              | 2:06             |                  |                  |                  |                  |                  |                  |                  |
| 4.               | Shoreline Sus                                          | 1:20             |                  |                  |                  |                  |                  |                  |                  |
| 5.               | Hiding in the Shadows (featuring Niki Randa)           | 1:01             |                  |                  |                  |                  |                  |                  |                  |
| 6.               | Crust                                                  | 2:13             |                  |                  |                  |                  |                  |                  |                  |
| 7.               | Fighting Without Honor                                 | 1:54             |                  |                  |                  |                  |                  |                  |                  |
| 8.               | Pain and Blood                                         | 1:24             |                  |                  |                  |                  |                  |                  |                  |
| 9.               | War Lords                                              | 1:24             |                  |                  |                  |                  |                  |                  |                  |
| 10.              | Sachi                                                  | 1:25             |                  |                  |                  |                  |                  |                  |                  |
| 11.              | Your Screams                                           | 2:18             |                  |                  |                  |                  |                  |                  |                  |
| 12.              | Using What You Got                                     | 1:05             |                  |                  |                  |                  |                  |                  |                  |
| 13.              | African Samurai (featuring Denzel Curry)               | 1:54             |                  |                  |                  |                  |                  |                  |                  |
| 14.              | Where's the Girl?                                      | 1:40             |                  |                  |                  |                  |                  |                  |                  |
| 15.              | Kurosaka Strikes!                                      | 1:19             |                  |                  |                  |                  |                  |                  |                  |
| 16.              | This Cursed Life                                       | 1:27             |                  |                  |                  |                  |                  |                  |                  |
| 17.              | RoBomb                                                 | 1:05             |                  |                  |                  |                  |                  |                  |                  |
| 18.              | Taiko Time // Sacrifice                                | 1:21             |                  |                  |                  |                  |                  |                  |                  |
| 19.              | Your Day Off                                           | 1:33             |                  |                  |                  |                  |                  |                  |                  |
| 20.              | Your Armour                                            | 2:20             |                  |                  |                  |                  |                  |                  |                  |
| 21.              | Enchanted                                              | 2:16             |                  |                  |                  |                  |                  |                  |                  |
| 22.              | Mind Flight                                            | 2:53             |                  |                  |                  |                  |                  |                  |                  |
| 23.              | Survivors                                              | 1:17             |                  |                  |                  |                  |                  |                  |                  |
| 24.              | Your Head // We Won                                    | 1:24             |                  |                  |                  |                  |                  |                  |                  |
| 25.              | The Eyes of Vengeance                                  | 2:59             |                  |                  |                  |                  |                  |                  |                  |
| 26.              | Between Memories (featuring Niki Randa and Thundercat) | 1:45             |                  |                  |                  |                  |                  |                  |                  |
| 43:26            |                                                        |                  |                  |                  |                  |                  |                  |                  |                  |